# Robin Söder
Robin Söder (* 1. April 1991 in der Kirchengemeinde Magra, Gemeinde Alingsås) ist ein schwedischer ehemaliger Fußballspieler. Der Stürmer und Flügelspieler, der 2008 und 2013 mit IFK Göteborg den Svenska Cupen gewann, debütierte im selben Jahr im Alter von 17 Jahren als bis dato jüngster Spieler in der schwedischen U-21-Auswahl.

## Werdegang
Söder begann mit dem Fußballspielen in seinem Heimatort bei Magra IS, ehe er sich Sollebrunns AIK anschloss. Als Elfjähriger zog er mit seiner Mutter nach Ellös und wechselte daher zum Morlanda GoIF. Dort debütierte er als Vierzehnjähriger in der Männermannschaft und erzielte innerhalb eines Jahres 105 Tore in der U-14-, der U-16- und der Männermannschaft des Klubs. Daraufhin verpflichtete ihn im Sommer 2006 der ehemalige Zweitligist Stenungsunds IF. Mit dem Sechstligisten errang er den Staffelsieg in der Division IV Bohuslän/Dal, trainierte aber bereits teilweise mit der Jugendmannschaft des IFK Göteborg. Zudem wurde er im selben Jahr in die schwedische U-15-Auswahl berufen. In den folgenden Jahren etablierte er sich in den Landesjugendauswahlen.
2008 wechselte Söder zu IFK Göteborg. Zunächst spielte er in der Nachwuchsmannschaft des Klubs, kam aber am 1. Juli des Jahres beim Spiel gegen Trelleborgs FF zu seinem Debüt in der Allsvenskan. Alsbald zeichnete er sich beim Göteborger Klub, der verstärkt auf junge Spieler setzte – neben Söder kamen unter dem Trainerduo Jonas Olsson und Stefan Rehn eine Reihe von Nachwuchsspielern wie Nicklas Bärkroth, Sebastian Eriksson oder Tobias Sana zu regelmäßigen Einsätzen in der schwedischen Eliteserie – auch im oberklassigen Fußball als regelmäßiger Torschütze aus und wurde auch international von der Presse als herausstechendes Talent beschrieben. Durch seine guten Leistungen spielte er sich ins Notizbuch von Tommy Söderberg und Jörgen Lennartsson, den Betreuern der schwedischen U-21-Nationalmannschaft. Am 5. September 2008 kam er als jüngster Spieler in der Geschichte der schwedischen U-21-Auswahlmannschaft zu seinem Premiereneinsatz, als er beim 1:0-Erfolg über die polnische Nachwuchsnationalmannschaft durch ein Tor von Guillermo Molins ab der 73. Spielminute Ola Toivonen ersetzte. Mit seinem Klub erreichte er das Pokalfinale gegen Meister Kalmar FF, in dem er in der Startelf stand und bis zur 107. Spielminute mitwirkte. Seine Mannschaft setzte sich im Elfmeterschießen durch.
Nachdem Söder bis zum Ende der Spielzeit 2008 fünf Tore in 14 Spielen, wobei er elfmal in der Startelf stand, gelungen waren, entschied der Verein im Dezember, ihn für drei weitere Jahre zu binden. Der Nachwuchsstürmer hielt auch in der folgenden Spielzeit, in der er die Rückennummer „11“ erhielt, an der Seite der Offensivspieler Tobias Hysén und Pontus Wernbloom bis zur Sommerpause seinen Stammplatz. Nicht zuletzt deswegen nominierte ihn Jörgen Lennartsson neben seinen Vereinskameraden Wernbloom, Mattias Bjärsmyr und Gustav Svensson für den Kader für die U-21-Europameisterschaftsendrunde im Sommer im eigenen Land. Nachdem er in der Gruppenphase des Turniers nicht gespielt hatte, kam er im Halbfinale gegen die englische Juniorenauswahl als Einwechselspieler für Emil Johansson zu seinem ersten Turniereinsatz. Dabei bereitete er den 3:3-Ausgleichstreffer durch Marcus Berg per Hacke vor. Kurz nach Beginn der Verlängerung verletzte er sich und erlebte somit die Niederlage im Elfmeterschießen nicht mehr auf dem Platz. Seine Verletzung stellte sich als Kreuzbandriss heraus, so dass er für den Rest der Spielzeit ausfiel.
Im Mai 2010 kehrte Söder auf den Fußballplatz zurück und erspielte sich nach kurzer Anlaufzeit erneut einen Stammplatz im Angriff des IFK Göteborg. Im August nahm er ein Geräusch in seinem vormals verletzten Knie wahr, woraufhin eine Meniskusverletzung festgestellt wurde. Kurz vor Saisonende meldete er sich im November des Jahres erneut zurück, verletzte sich aber in der Vorbereitung auf die Spielzeit 2011 im Januar wegen einer Überbelastung des Knies erneut. Nach seiner Rückkehr auf den Platz im ersten Saisondrittel war er zunächst hauptsächlich Ergänzungsspieler. In den nächsten beiden Jahren stand er über weite Strecken in der Stammformation, wenngleich kleinere Blessuren ihn immer wieder bremsten. In der Spielzeit 2013 war er mit neun Saisontoren hinter dem 14fach erfolgreichen Tobias Hysén zweitbester vereinsinterner Torschütze, zwischen dem 13. und 18. Spieltag erzielte er dabei in sechs aufeinander folgenden Ligaspielen jeweils ein Tor. Zuvor stand er im Mai des Jahres mit der Mannschaft im Endspiel um den Landespokal gegen den Stockholmer Klub Djurgårdens IF. Beim Stand von 1:1-Unentschieden durch Treffer von Hysén und Daniel Amartey wechselte ihn Trainer Mikael Stahre kurz vor Ende der regulären Spielzeit für David Moberg Karlsson aus, im Elfmeterschießen holten seine Mannschaftskameraden durch von Philip Haglund, Mikael Dyrestam und Pontus Farnerud verwandelte Elfmeter nach drei Fehlschüssen des Gegners den Titel.
Wenngleich weiterhin Stammspieler war Söder zu Beginn der Spielzeit 2014 weniger treffsicher, bis zum Sommer erzielte er lediglich zwei Treffer in der Meisterschaft. Dennoch hatte er außerhalb Schwedens Begehrlichkeiten geweckt, im August des Jahres schloss er sich dem dänischen Klub Esbjerg fB an und unterzeichnete einen Drei-Jahres-Vertrag. Bei Esbjerg integrierte er sich gut. Er schoss in seiner ersten Saison dort vier Tore in 21 Spielen. In der Folgesaison kam er weniger zum Einsatz. Er kam nur auf zwölf Spiele, machte jedoch wieder vier Tore. Diese Quote sollte auch weiterhin steigen. So schaffte er 2017 neun Tore in 22 Spielen.
2017 endete sein Vertrag und Söder schloss sich Sporting Lokeren an. In seiner ersten und auch einzigen Saison machte in Playoffs und Liga insgesamt 36 Spiele und sieben Tore. Am Ende der Saison stieg Lokeren ab und Söder wechselte zurück zum IFK Göteborg, wo er auch direkt wieder gesetzt war. In seiner Comeback-Saison, die er aufgrund der unterschiedlichen Termine zwischen Belgien und Schweden nur halb absolvierte, machte er nur neun Spiele und zwei Tore. Die anschließende Saison 2019 absolvierte er als Stammspieler, wobei ihm mit 14 Toren in 27 Einsätzen eine Trefferzahl im zweistelligen Bereich gelang. Im Anschluss an die Saison gab er daraufhin im Januar 2020 sein Debüt für die schwedische A-Nationalmannschaft bei einem Freundschaftsspiel gegen den Kosovo. Nachdem sich der Start der darauffolgenden Saison 2020 aufgrund der COVID-19-Pandemie bis in den Juni 2020 verzögerte, absolvierte er zunächst noch die ersten beiden Ligaspiele als Mannschaftskapitän. Im Anschluss fiel er verletzungsbedingt jedoch für den Großteil der Spielzeit aus und konnte sich nach seiner Rückkehr nicht mehr als Stammspieler durchsetzen. Ende 2021 verließ er den Verein und beendete seine Laufbahn.

## Erfolge
- Schwedischer Pokalsieger: 2013, 2020